# モジュア広場

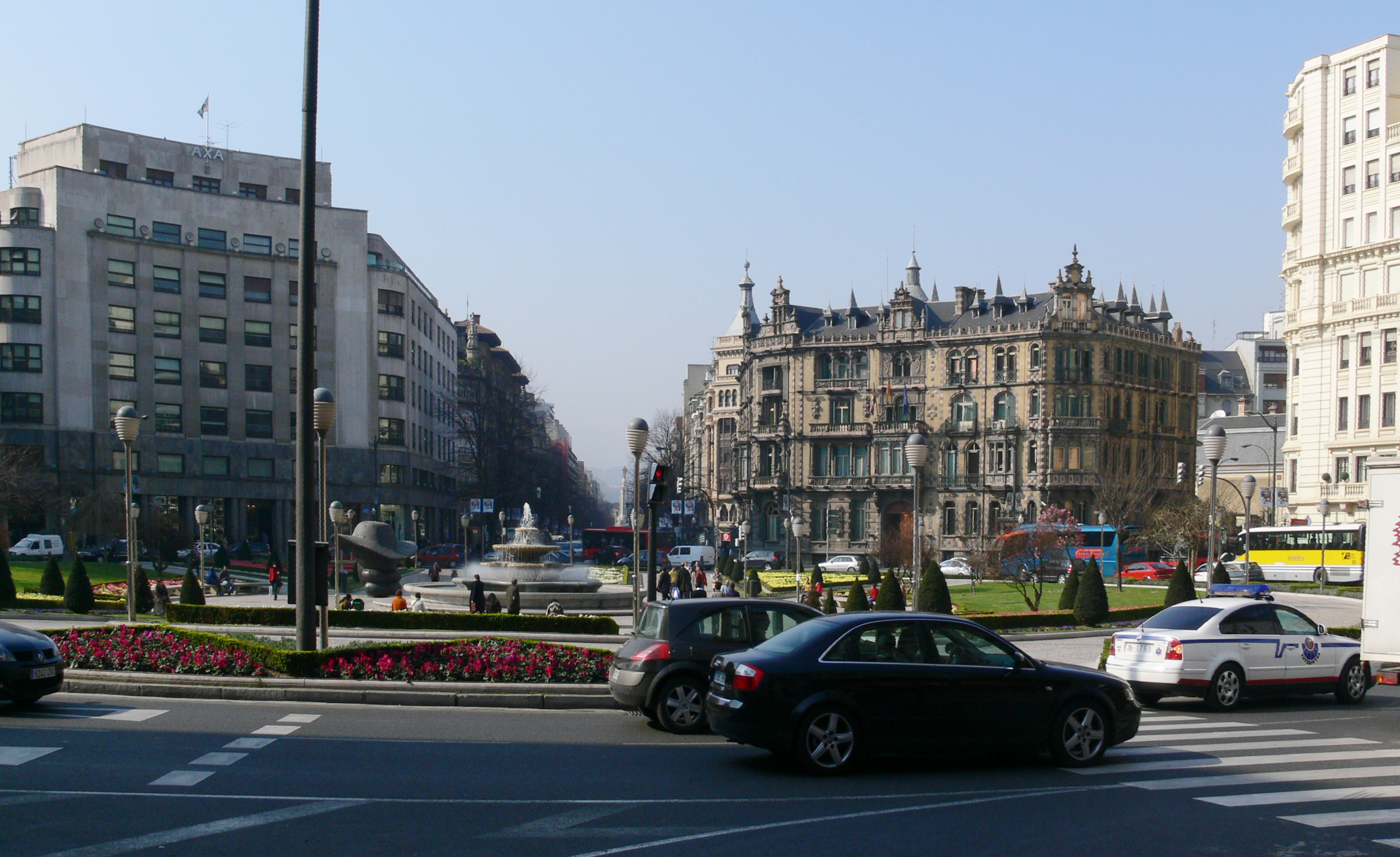
モジュア広場

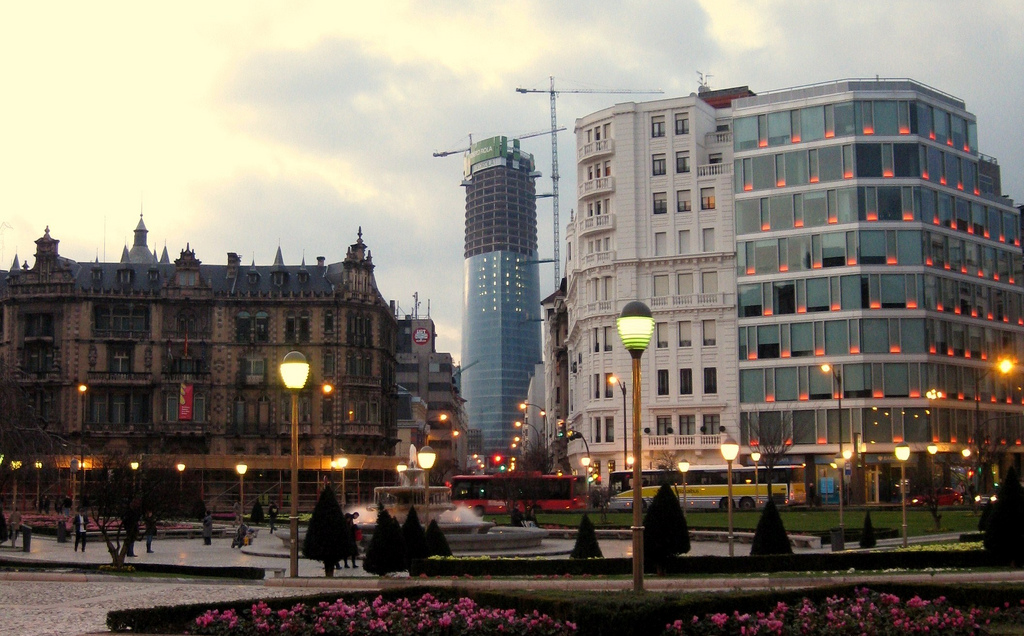
モジュア広場

モジュア広場（モジュアひろば、スペイン語: Moyúa）は、スペイン・バスク州ビスカヤ県ビルバオの中心部（アバンド区）にある広場である。モユア広場とも。

## 歴史
1876年、ドン・ディエゴ・ロペス・デ・アロ大通りの中央部に広場の建設が考案された。1940年に改装工事が行われて現在の形状が採用され、1910年代にビルバオ市長を務めたフェデリコ・モジュアを称えてモジュア広場と改称された。モジュアという姓はバスク語で楕円という意味である。1990年代にはビルバオ・メトロの工事のために広場が閉鎖され、広場の真下にモジュア駅が建設された。メトロ開通後の1997年に再び市民に解放された。

## 地理
モジュア広場を中心として、ドン・ディエゴ・ロペス・デ・アロ大通り（西から東）、エルカノ通り（北西から南東）、アラメダ・デ・レカルデ通り（北から南）、エルシジャ通り（北東から南西）の4本の通りが放射状（8方向）に伸びている。モジュア広場はビルバオ・グッゲンハイム美術館に近く、グッゲンハイム美術館の最寄り駅はモジュア駅である。モジュア駅はメトロのL-1とL-2それぞれの駅を持っている。モジュア駅はビルボバスの1番系統と76番系統のターミナルでもある。重要な広場のひとつであり、近隣にはカールトン・ホテルやチャバリ宮殿などが存在する。